# هرن‌پور
هرن‌پور (به انگلیسی: Haranpur) یک شهرک در پاکستان است که در ناحیه جهلم واقع شده‌است.